# Odznaka „Zasłużony Policjant”
Odznaka „Zasłużony Policjant” – polskie odznaczenie cywilne, nadawane policjantowi w uznaniu szczególnych zasług i osiągnięć służbowych, którymi przyczynił się do ochrony bezpieczeństwa ludzi oraz utrzymania bezpieczeństwa lub porządku publicznego.

## Historia
Odznaka została ustanowiona rozporządzeniem Ministra Spraw Wewnętrznych i Administracji z dnia 14 sierpnia 2000 r., na podstawie art. 12 ust. 1 pkt 6 ustawy z dnia 6 kwietnia 1990 r. o Policji.

## Zasady nadawania
Odznaka posiada trzy stopnie:
- I stopień – Złota Odznaka „Zasłużony Policjant”,
- II stopień – Srebrna Odznaka „Zasłużony Policjant”,
- III stopień – Brązowa Odznaka „Zasłużony Policjant”.

Odznaka może być nadana również pośmiertnie. Przy nadawaniu odznaki zachowuje się kolejność w stopniach, jednakże w szczególnie uzasadnionych przypadkach odznakę można nadać z pominięciem kolejności stopni. Odznaka tego samego stopnia może być nadana tej samej osobie jeden raz. Odznakę nadaje minister właściwy do spraw wewnętrznych z własnej inicjatywy albo na wniosek Komendanta Głównego Policji. Odznakę nadaje się z okazji Święta Policji lub Narodowego Święta Niepodległości, jednak w szczególnie uzasadnionych przypadkach odznakę można nadać w innym terminie.

## Opis odznaki
Odznaka ma kształt koła o średnicy 37 mm. Na awersie odznaki na obrzeżu znajduje się wieniec dębowy. W środku wieńca umieszczona jest ośmioramienna gwiazda policyjna z granatową wstęgą z białym napisem POLICJA. Na gwieździe umieszczony jest wizerunek orła ustalony dla godła Rzeczypospolitej Polskiej. Awers i rewers, w zależności od stopnia odznaki, są złocone, srebrzone lub patynowane na brązowo. Na rewersie umieszczony jest napis ZASŁUŻONY POLICJANT.
Odznaka jest zawieszona na wstążce długości 70 mm i szerokości 40 mm z symetrycznymi względem podłużnej osi pionowymi paskami koloru białego i czerwonego, każdy szerokości 6 mm. Przez środek wstążki przebiega granatowy pasek szerokości 16 mm. Na podobnej wstążce zawieszana była Odznaka „W Służbie Narodu”.
Zgodnie z załącznikiem do rozporządzenia, baretka jest w kolorach wstążki, z tym, że dla I stopnia ma na granatowym polu trzy wąskie białe pionowe paski, dla II stopnia – dwa paski, dla III stopnia – jeden pasek. Jednakże w praktyce wyższe stopnie odznaki zaznacza się przez nałożenie złotego lub srebrnego pionowego galonika, jak przy baretkach innych odznaczeń.
| Baretki Odznaki „Zasłużony Policjant” | Baretki Odznaki „Zasłużony Policjant” | Baretki Odznaki „Zasłużony Policjant” | Baretki Odznaki „Zasłużony Policjant” | Baretki Odznaki „Zasłużony Policjant” |
| ------------------------------------- | ------------------------------------- | ------------------------------------- | ------------------------------------- | ------------------------------------- |
| Baretka ustawowa:                     | Odznaka Złota                         | Odznaka Srebrna                       | Odznaka Brązowa                       |                                       |
| Baretka rzeczywista:                  | Odznaka Złota                         | Odznaka Srebrna                       | Odznaka Brązowa                       |                                       |

Odznakę nosi się na lewej stronie piersi w kolejności za odznaczeniami państwowymi i Medalem za Zasługi dla Policji.